# Кощей Людмила Фіногенівна
Людми́ла Фіноге́нівна Коще́й (* 1968) — українська легкотлетка, майстер спорту України міжнародного класу (1995), спеціалізувалася в бігу на 60, 100, 200, та 400 метрів.

## Життєпис
Народилась 1968 року в селі Великий Олексин Рівненського району Рівненської області.
Виступала за спортивне товариство «Урожай» (від 1985 року); тренер — Я. Нечипорець. 1987 року закінчила Рівненський сільськогосподарський технікум, Київський інститут фізичної культури — 1992-го.
Срібна призерка чемпіонатів Європи (Велика Британія, 1990; та 1995 року - Італія). Срібна (Іспанія, 1996 рік) та бронзова (Велика Британія, 1994) призерка Кубка Європи з естафетного бігу.
На Кубку Європи з легкої атлетики-1996 здобула срібну медаль у естафеті 4/400 метрів — вона та Ольга Мороз, Вікторія Фоменко й Олена Рурак.
Бронзова призерка Азійських ігор (Індія, 1996). Переможниця Універсіади серед спортсменів ВНЗ (Німеччина) та молодіжниж ігор України (1989). Чемпіонка низки міжнародних змагань, зокрема — «Золота шиповка» (Чехія, 1988), «Орхуські ігри» (Данія, 1989), «Солідарність» (Польща, 1991), «Пан-Америка» (США, 1992) та «Меморіал Кусачинського» (Польща, 1995).
Учасниця 26-х Олімпійських ігор-1996 (9-те місце в естафеті 4×400 м). Срібна призерка Кубка СРСР (1987). Бронзова призерка чемпіонату СРСР (1985 та 1987 років). Володарка Кубка України 1994 року.
Багаторазова чемпіонка України серед ветеранів (2005—2010 роки).
Рекордсменка України з бігу на 60, 100, 200 та 400 метрів. Членкиня збірної команди України (1991—1997 роки).
В 1997—2004 роках працювала тренером ДЮСШ «Колос», від 2004-го викладає в Національному університеті водного господарства та природокористування.
Є авторкою низки методичних рекомендацій для студентів із розвитку витривалості та швидкісно-силових якостей. Співавторка посібника «Легка атлетика у вищих навчальних закладах» (Рівне, 2010).